# Mariama Jamanka
Mariama Jamanka, född 23 augusti 1990, är en tysk bobåkare. Hon blev olympisk guldmedaljör i tvåmanna tillsammans med Lisa Buckwitz vid olympiska vinterspelen 2018 i Pyeongchang i Sydkorea.
Jamanka började sin idrottskarriär i friidrott. Hon tävlade bland annat i sjukamp samt i diskuskastning och släggkastning. Före de olympiska vinterspelen 2018 hade hon Annika Drazek som partner i tvåmansbob. Den tyska nationaltränaren antog att Stephanie Schneider hade större chanser att vinna en medalj tillsammans med Annika Drazek och Mariama Jamanka tilldelades istället den på pappret sämre Lisa Buckwitz. Tävlingen vanns däremot av Jamanka/Buckwitz och Schneider/Drazek kom bara på fjärde platsen.